# Ronel
Pour les articles homonymes, voir Ronel (homonymie).
Pour l’article ayant un titre homophone, voir Rhonelle.
Ronel est une ancienne commune française située dans le département du Tarn, en région Occitanie.

## Géographie

### Localisation
Ronel est une commune du Massif central située au sud-est d'Albi, entre Albi et Castres.

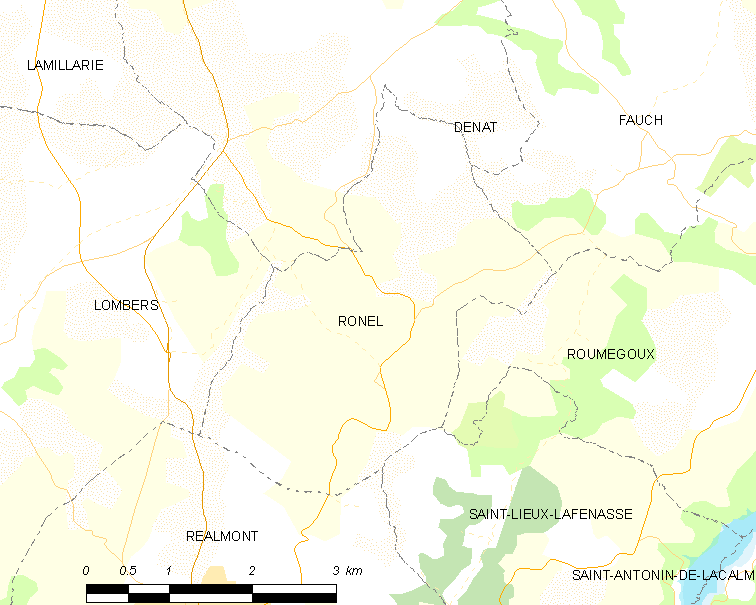
Situation de la commune.

### Communes limitrophes
|         | Dénat    | Fauch                                     |
| Lombers | Ronel    | Roumégoux (Terre-de-Bancalié)             |
|         | Réalmont | Saint-Lieux-Lafenasse (Terre-de-Bancalié) |

### Géologie et relief
L'altitude de la commune varie entre 235 et 370 mètres.

## Histoire
Le 1er janvier 2019, la commune fusionne avec Roumégoux, Saint-Antonin-de-Lacalm, Saint-Lieux-Lafenasse, Terre-Clapier et Le Travet pour former la commune nouvelle de Terre-de-Bancalié dont la création est actée par un arrêté préfectoral du 29 novembre 2018.

## Politique et administration

### Liste des maires
| Période                                  | Période  | Identité        | Étiquette | Qualité |
| ---------------------------------------- | -------- | --------------- | --------- | ------- |
| janvier 2019                             | mai 2020 | Michel Durand   |           |         |
| mai 2020                                 | En cours | Isabelle Robert |           |         |
| Les données manquantes sont à compléter. |          |                 |           |         |

| Période                                  | Période       | Identité      | Étiquette | Qualité |
| ---------------------------------------- | ------------- | ------------- | --------- | ------- |
| Les données manquantes sont à compléter. |               |               |           |         |
| mars 2001                                | décembre 2018 | Michel Durand |           |         |

## Population et société

### Démographie
| 1793 | 1800 | 1806 | 1821 | 1831 | 1836 | 1841 | 1846 | 1851 |
| ---- | ---- | ---- | ---- | ---- | ---- | ---- | ---- | ---- |
| 133  | 107  | 155  | 142  | 165  | 179  | 176  | 368  | 352  |

| 1856 | 1861 | 1866 | 1872 | 1876 | 1881 | 1886 | 1891 | 1896 |
| ---- | ---- | ---- | ---- | ---- | ---- | ---- | ---- | ---- |
| 346  | 370  | 359  | 366  | 362  | 361  | 344  | 334  | 302  |

| 1901 | 1906 | 1911 | 1921 | 1926 | 1931 | 1936 | 1946 | 1954 |
| ---- | ---- | ---- | ---- | ---- | ---- | ---- | ---- | ---- |
| 281  | 274  | 260  | 242  | 234  | 228  | 206  | 209  | 182  |

| 1962 | 1968 | 1975 | 1982 | 1990 | 1999 | 2004 | 2006 | 2009 |
| ---- | ---- | ---- | ---- | ---- | ---- | ---- | ---- | ---- |
| 202  | 200  | 178  | 205  | 195  | 198  | 200  | 187  | 252  |

| 2014 | 2016 | - | - | - | - | - | - | - |
| ---- | ---- | - | - | - | - | - | - | - |
| 326  | 336  | - | - | - | - | - | - | - |

## Culture locale et patrimoine

### Personnalités liées à la commune
- Germain Laur (1895-1952), résistant né à Ronel.